# Alkmaar Aces
De Alkmaar Aces was een Americanfootballteam uit Alkmaar (opgericht 1984). Zij speelden in de American Football Bond Nederland. 